# Oleinska kiselina
Oleinska kiselina je mononezasićena omega-9 masna kiselina nađena u raznim životinjskim i biljnim mastima. Njena formula je  Ona je ulje bez boje i mirisa, mada komercijalni uzorci mogu da budu žuti. Trans izomer oleinske kiseline je elaidinska kiselina (stoga se elaidinizacijom naziva reakcija kojom se menjaju cis izomeri u trans izomere). Termin "oleinski" znači srodan sa, ili izveden iz, ulja ili masline.

## Zastupljenost
Trigliceridni esteri oleinske kiseline sačinjavaju najveći deo maslinovog ulja, mada ima manje od 2,0% slobodne kiseline. Veće koncentracije čine maslinovo ulje nejestivim. Oleinska kiselina takođe sačinjava do 59-75% orahovog ulja, 36-67% ulja kikirikija, 15-20% ulje semenki grožđa, ulja morske pasjakovine, i susamovog ulja, i 14% ulja maka. Ona je u izobilju prisutna u mnogim životinjskim mastima. Ona sačinjava 37 do 56% pileće i ćureće masnoće, i 44 do 47% sala, etc.
Oleinska kiselina je najrasprostranjenija masna kiselina u ljudskom masnom tkivu.

### Kao insektni feromon
Oleinsku kiselinu emituju raspadajući leševi brojnih insekata, kao što su pčele i Pogonomyrmex mravi, i ona podstiče instinkte živih radnika da uklone mrtvo telo iz košnice. Ako su živa pčela ili mrav namazani oleinskom kiselinom, oni bivaju odvučeni na otpad kao da su mrtvi. Miris oleinske kiseline isto tako može da indicira opasnost za žive insekte, navodeći ih da se izbegavaju druge koji su podlegli bolesti ili mesta gde vrebaju predatori.

## Literatura
- Ayasse, M.; Paxton, R. (2002). „Brood protection in social insects”.  Ур.: Hilker, M.; Meiners, T. Chemoecology of Insect Eggs and Egg Deposition. Berlin: Blackwell. стр. 117-148. ISBN 978-1-4051-0694-8.

## Spoljašnje veze
- NIST hemijska veb knjiga Архивирано на веб-сајту  (22. јануар 2009)